# Ace of Base
Gli Ace of Base sono un gruppo musicale svedese di musica europop e eurodance. Originariamente formato dal dj Ulf Ekberg e da Jonas, Malin e Jenny Berggren, quest'ultime sostituite da Clara Hagman e Julia Williamson dopo gli anni 2010. Considerato uno dei gruppi musicali svedesi di maggior successo, con oltre 50 milioni di copie vendute globalmente, hanno ricevuto tre candidature ai Grammy Award.
Il loro album di debutto, Happy Nation (1992), ripubblicato con il titolo The Sign per i mercati statunitensi e canadesi, è risultato essere l'album di debutto più venduto nel 1995, con oltre 19 milioni di copie. Nel progetto sono presenti alcuni dei singoli di maggior successo del gruppo, tra cui All That She Wants, The Sign e Don't Turn Around, cover del brano originale di Tina Turner.
Grazie ai risultati positivi delle vendite, pubblicano altri due album The Bridge (1995) e Flowers (1998), sostenuti dai singoli Beautiful Life, Ravine, Life Is a Flower e Cruel Summer. Dopo la compilation Singles of the 90s (1999), Ace of Base pubblicano il quarto album in studio, Da Capo, che tuttavia si rivela un insuccesso commerciale. Il quinto album The Golden Ratio, è stato registrato dopo l'uscita dal gruppo di Malin e Jenny Berggren, vedendo l'ingresso dei nuovi membri Clara Hagman e Julia Williamson.
Nel corso della carriera hanno inoltre vinto tre Billboard Music Awards, quattro World Music Award, due American Music Award e due Grammis.

## Storia

### Gli esordi
La loro musica è stata definita come "pop reggae" ed è spesso paragonata a quella degli ABBA e degli Aqua. Wheel of Fortune, il singolo di debutto, risale al 1992 e ottiene un buon successo in Svezia, successo che si ripete con maggiore fortuna qualche mese dopo con l'uscita di All That She Wants. Dopo il successo di questi due pezzi in terra natale, gli Ace of Base decidono di lanciarsi a livello europeo con il secondo singolo che diventa una smash-hit ovunque, anche fuori dall'Europa, rimanendo per molte settimane in testa alla classifica statunitense "Billboard".
Dopo questo successo, in alcuni paesi, tra cui l'Italia, viene pubblicato Wheel of Fortune, il loro primo singolo svedese; il singolo non ha lo stesso successo del precedente, ma l'album Happy Nation è tra più venduti. Nell'autunno del 1993 il cd viene ristampato per il mercato americano con l'aggiunta di quattro nuove tracce dove spicca il singolo The Sign che ottiene un ottimo riscontro ovunque; a questo seguono altri due brani della ristampa: la cover Don't Turn Around e Living in Danger, che viene anche remixato da grandi DJ di successo tra cui David Morales.

### Dopo i primi successi
Nel 1995 quello che era un raggae-dance-pop viene trasformato in un pop puro con l'album The Bridge; la band, pur mantenendo il suo stile in alcuni pezzi come Beautiful Life e Never Gonna Say I'm Sorry (secondo e terzo singolo estratti dall'album), si esprime in nuove sonorità col singolo di lancio del secondo album Lucky Love e alcune ballate come Experience Pearls e Ravine.
L'album The Bridge si rivela un flop se paragonato al precedente, ma lo zoccolo duro dei fan lo ritiene uno dei migliori. A fine 1997 la band comincia a lavorare al terzo album con una svolta nel gruppo; la mora Jenny diventa voce principale, mentre la bionda Linn perde notevolmente importanza pur rimanendo nel gruppo. Più tardi si scoprì che la causa era dovuta allo stato di depressione ed agli attacchi di panico di cui Linn soffrì in seguito ad un'aggressione a mano armata subita dalla madre nella propria residenza.

### Ritorno al successo
L'album Flowers esce nell'estate 1998 preceduto dal singolo di successo Life Is a Flower a cui segue Cruel Summer, cover di un brano delle Bananarama, proposto in diverse versioni che ne fanno un successo di quell'estate. Con questi due singoli tornano a scalare le classifiche europee, ma non quelle americane, probabilmente a causa del fatto che in America è stata pubblicata un'altra versione di Life Is a Flower, intitolata Whenever You're Near Me, con un diverso arrangiamento e un testo completamente stravolto poiché, secondo la band, il tema floreale non si confà alle tradizioni americane. In Inghilterra anche i singoli Always Have, Always Will e Everytime It Rains, dove torna come voce principale Linn, ottengono un ottimo riscontro, mentre Travel to Romantis passa quasi inosservato.

### Nel nuovo millennio
Dopo un Greatest Hits nel 1999, gli Ace of Base tornano nel 2002 col nuovo album Da Capo, che segna un ritorno allo stile e alle sonorità che li avevano caratterizzati al loro esordio. Malgrado ciò l'album viene pubblicato in pochi stati e risulta essere un insuccesso di vendite. Anche i singoli estratti, Beautiful Morning, The Juvenile e Unspeakable, passano quasi inosservati, tanto che in alcuni Paesi dove in passato il gruppo aveva ottenuto ottimi successi, come l'Italia, non vengono neanche pubblicati.
Nel 2007, dopo quasi 5 anni di silenzio, gli Ace of Base tornano con una tournée dal vivo che tocca la Russia, l'Europa orientale e la Danimarca. Nel frattempo rimangono solo in tre, perché Linn decide di abbandonare definitivamente il gruppo. Nel 2008 tornano con Remix Album, una nuova raccolta contenente i remix delle loro hit e i videoclip. Nel 2010 esce dal gruppo anche Jenny per dedicarsi alla carriera solista, infatti nell'ottobre 2010 pubblica un album dal titolo My Story: nella nuova formazione entrano così Julia Williamson e Clara Hagman, quest'ultima concorrente del talent show Idol 2009, di cui Ulf era giudice. Nello stesso anno viene pubblicato il nuovo album di inediti intitolato The Golden Ratio.

## Discografia

### Album in studio
- 1992 - Happy Nation
- 1993 - Happy Nation  (Ristampato)
- 1995 - The Bridge
- 1998 - Flowers / Cruel Summer
- 2002 - Da Capo
- 2010 - The Golden Ratio

### Raccolte
- 1999 - Singles of the 90s / Greatest Hits (UK #62, GER #21)
- 2002 - The Collection
- 2003 - Platinum & Gold Collection
- 2005 - The Ultimate Collection
- 2008 - Greatest Hits, Classic Remixes and Music Videos
- 2010 - Platinum & Gold
- 2011 - Playlist: The Very Best of Ace of Base
- 2015 - Hidden Gems

### Singoli
- 1992 - Wheel of Fortune
- 1992 - All That She Wants
- 1993 - Wheel of Fortune
- 1993 - Happy Nation
- 1993 - Waiting For Magic
- 1993 - The Sign
- 1994 - Don't Turn Around
- 1994 - Living In Danger
- 1995 - Lucky Love
- 1995 - Beautiful Life
- 1996 - Never Gonna Say I'm Sorry
- 1998 - Life Is a Flower
- 1998 - Cruel Summer
- 1998 - Whenever You're Near Me
- 1998 - Travel to Romantis
- 1998 - Always Have Always Will
- 1999 - Everytime It Rains
- 1999 - C'est La Vie (Always 21)
- 2000 - Hallo Hallo
- 2002 - Beautiful Morning
- 2002 - The Juvenile
- 2003 - Unspeakable
- 2009 - Wheel of Fortune 2009
- 2009 - Cruel Summer 2009
- 2010 - All For You

## Formazione
- Jenny Berggren (Ipono) (1990 - 2010)
- Jonas Berggren (Joker) (1990 - ...)
- Ulf Ekberg (Buddha) (1990 - ...)
- Malin "Linn" Berggren (Masoka) (1990 - 2007)
- Clara Hagman (2010 - ...)
- Julia Williamson (2010 - ...)